# リスの山小屋合戦
『リスの山小屋合戦』（リスのやまごやがっせん、原題：Squatter's Rights）は、ウォルト・ディズニー・プロダクションが製作した1946年6月7日公開のアニメーション短編映画作品。『ミッキーマウスとドナルドダック』では『ミッキーの冬休み』（ミッキーのふゆやすみ）と題されて放送された。
主演はプルートであるが、ミッキーマウス出演の作品の中ではチップとデールと競演している珍しい作品でもある。一方、「プルートの二等兵」と同様に、まだチップとデールの外見の差別化が行われていないのも特徴の一つであり、性格面に関しては僅かに差別化が行われている。
作品中ではミッキーマウスの短編映画シリーズと表示され、そのように扱う資料も存在するが、公式にはプルートの短編映画シリーズとして扱われている。

## あらすじ
寒い冬の日のこと。ミッキーとプルートは山小屋に向かっていた。しかし、その小屋にはチップとデールが住み着いていて、使われていないストーブをねぐらにして暮らしていた。
そんな中、ミッキーとプルートが山小屋に到着。騒がしい小屋の様子をうかがいにきたデールは、ミッキーからストーブに薪をくべるように頼まれたプルートと遭遇する。デールはすぐに逃げるが、プルートはストーブの中にチップとデールがいると確信する。しかし、ミッキーがストーブに火を点けようとやってきたのでプルートは仕方なく様子を見ることに。マッチでストーブに火を点けようとするミッキーだったが、ねぐらに火を点けられたら大変とチップとデールが妨害を始めた。その様子を見たプルートは新聞紙や揮発油を持ち出して何としても火を点け、中にいるチップとデールを燃やしてやろうと画策し……。

## スタッフ
- 製作：ウォルト・ディズニー
- 監督：ジャック・ハンナ
- 脚本：ヘンリー・リーヴズ
- 音楽：オリバー・ウォレス
- 原画：ボブ・カールソン、レックス・コックス、ヒュー・フレイザー、ブレイン・ギブソン、マレー・マックレラン

## キャスト
| キャラクター   | 原語版             | ポニー版・バンダイ版 | ブエナ・ビスタ版 | 日本テレビ版 |
| -------------- | ------------------ | -------------------- | ---------------- | ------------ |
| ミッキーマウス | ジム・マクドナルド | 後藤真寿美           | 青柳隆志         | 山田栄子     |
| チップ         | デジー・ミラー     | 土井美加             | 滝沢ロコ         | ?            |
| デール         | ヘレン・シルバート | ?                    | 稲葉実           | 土井美加     |
| プルート       | ピント・コルヴィグ | -                    | -                | 郷里大輔     |
| ナレーション   | -                  | 江原正士             | -                | 山田栄子     |

## 日本での公開

### 収録
- 『ディズニー!! ディズニーのドタバタコレクション』（VHS、バンダイ）
- 『ミッキー&オールスターズ アドベンチャーセレクション』（DVD、ブエナ・ビスタ・ホーム・エンターテイメント）

### 放映
- 日本テレビ系列『ミッキーマウスとドナルドダック』